# کاتلین رادکه
کاتلین رادکه (انگلیسی: Kathleen Radtke؛ زادهٔ ۳۱ ژانویهٔ ۱۹۸۵) بازیکن فوتبال اهل آلمان است.
از باشگاه‌هایی که در آن بازی کرده‌است می‌توان به باشگاه فوتبال ۱.اف‌اف‌سی توربین پوتسدام، باشگاه فوتبال دویسبورگ، باشگاه فوتبال زنان منچستر سیتی، باشگاه فوتبال هالشر، باشگاه فوتبال منچستر سیتی، و باشگاه فوتبال روزنگرد اشاره کرد.